# Бараускас Альбертас Болеславович
Альбертас Болеславович Бараускас (15 листопада 1915, місто Москва, тепер Російська Федерація — 28 травня 2003, місто Вільнюс, Литва) — радянський державний діяч, секретар ЦК КП Литви, голова Клайпедського облвиконкому. Член Бюро ЦК КП Литви з 1957 до 30 листопада 1982 року. Депутат Верховної ради Литовської РСР 3—10-го скликань.

## Життєпис
У 1920 році приїхав до Литви разом із батьками. 
З 1931 до 1932 року навчався у сільськогосподарській школі в Литві.
Служив у литовській армії.
У 1940—1941 роках — голова сільської ради в Литовській РСР.
Під час німецько-радянської війни з січня до травня 1942 року служив у 16-й Литовській стрілецькій дивізії РСЧА. 
Член ВКП(б) з 1943 року.
З 1943 року був командиром радянського партизанського загону «Маргітіс», який діяв у Литві. У 1944 році — завідувач розвідувального відділу підпільного Прієнайського комітету КП(б) Литви.
З 1944 року — 2-й секретар, завідувач відділу пропаганди та агітації Кедайнського повітового комітету КП(б) Литви. 
У 1945—1946 роках — слухач Партійної школи при ЦК КП(б) Литви.
До листопада 1947 року — секретар Кедайнського повітового комітету КП(б) Литви.
У листопаді 1947—1950 роках — 1-й секретар Юрбарського районного комітету КП(б) Литви.
У 1950—1951 роках — секретар Клайпедського обласного комітету КП(б) Литви.
У 1951—1952 роках — голова виконавчого комітету Клайпедської обласної ради депутатів трудящих.
У 1952—1955 роках — слухач Вищої партійної школи при ЦК КПРС у Москві.
У 1955—1956 роках — інспектор ЦК КП Литви.
У 1957 — 28 грудня 1965 року — секретар ЦК КП Литви.
Одночасно в 1960—1961 роках — завідувач відділу агітації та пропаганди ЦК КП Литви.
У 1962 році — член Литовської республіканської ради із сільського господарства.
У грудні 1962 — грудні 1965 року — голова Комітету партійно-державного контролю ЦК КП Литви та Ради міністрів Литовської РСР.
У грудні 1962 — грудні 1965 року — заступник голови Ради міністрів Литовської РСР.
У 1965—1982 роках — голова Комітету народного контролю Литовської РСР.
Потім — на пенсії у Вільнюсі.
Автор мемуарів «На лісових фронтах» (1968) та книги «Гласність народного контролю — умова його ефективності» (1981).
28 травня 2003 року помер у Вільнюсі. Похований на Антакальніському цвинтарі Вільнюса.

## Нагороди та відзнаки
- орден Леніна
- орден Червоного Прапора
- орден Вітчизняної війни І ст.
- чотири ордени Трудового Червоного Прапора
- Срібний Хрест ордена Virtuti Militari (Польща) (17.01.1964)
- медалі
- Заслужений діяч культури Литовської РСР (1975).